# Tournoi d'Auxerre
Le Tournoi d'Auxerre était un tournoi estival de football disputé entre 1982 et 1988. Pour sa première édition en 1982, il portait le nom de Coupe Marie de Bourgogne. 

## Palmarès
| Année | Vainqueur              |
| ----- | ---------------------- |
| 1982  | AJ Auxerre             |
| 1986  | AJ Auxerre             |
| 1988  | Olympique de Marseille |

## 1982: Coupe Marie de Bourgogne
| Équipe 1   | Résultat | Équipe 2      | T.a.b. |
| ---------- | -------- | ------------- | ------ |
| AJ Auxerre | 0-0      | Cercle Bruges |        |
| AJ Auxerre | 1-0      | Cercle Bruges |        |

## 1986: Tournoi d'Auxerre (9 et 10 mai 1986)

### Demi-finales
| Équipe 1   | Résultat | Équipe 2                 | T.a.b. |
| ---------- | -------- | ------------------------ | ------ |
| AJ Auxerre | 1-1      | Borussia Mönchengladbach | 2-0    |
| FC Nantes  | 2-0      | FC Fehérvár              |        |

### Match pour la troisième place
| Équipe 1                 | Résultat  | Équipe 2    | T.a.b. |
| ------------------------ | --------- | ----------- | ------ |
| Borussia Mönchengladbach | ap 2-2 ap | FC Fehérvár | 5-4    |

### Finale
| Équipe 1   | Résultat | Équipe 2  | T.a.b. |
| ---------- | -------- | --------- | ------ |
| AJ Auxerre | 1-0      | FC Nantes |        |

## 1988: Tournoi d'Auxerre (7 au 9 juillet 1988)

### Demi-finales
| Équipe 1               | Résultat | Équipe 2      | T.a.b. |
| ---------------------- | -------- | ------------- | ------ |
| Olympique de Marseille | 5-1      | Dinamo Zagreb |        |
| AJ Auxerre             | 7-0      | Herfølge BK   |        |

### Match pour la troisième place
| Équipe 1      | Résultat  | Équipe 2    | T.a.b. |
| ------------- | --------- | ----------- | ------ |
| Dinamo Zagreb | ap 2-2 ap | Herfølge BK | 4-1    |

### Finale
| Équipe 1               | Résultat | Équipe 2   | T.a.b. |
| ---------------------- | -------- | ---------- | ------ |
| Olympique de Marseille | 4-0      | AJ Auxerre |        |